# Instalaciones del Club Atlético Newell's Old Boys
Las Instalaciones del Club Atlético Newell's Old Boys incluyen, además del Estadio Marcelo Bielsa, tres complejos deportivos y un estadio cubierto, ubicados en diferentes lugares de la ciudad de Rosario.

## Predio "La Ilusión"
A sólo 100 metros de la ruta AO12 y a 20 minutos del Coloso del Parque, se levanta un confortable complejo habitacional llamado Predio "La Ilusión", que desde el año 1999 alberga a cada uno de los futbolistas de Newell's Old Boys, previo a cada una de sus presentaciones.
El mismo es un espacio de 3 hectáreas y moderna edificación que tiene una superficie de 3.612 metros cuadrados. Posee un complejo habitacional con 18 habitaciones con teléfono, aire acondicionado y calefacción, además de sus respectivos baños. También tiene una antena satelital y cada habitación cuenta con su propio televisor. 
El comedor cuenta con todos los adelantos en lo que respecta a la cocina, amén de una nueva e importante red de gas y agua potable. Cuenta también con una sala especial de microcine.
Por otra parte, en el corazón del complejo, frente al casco central del hotel, hay una pileta de natación con filtrado automatizado.
Por supuesto que también cuenta con dos canchas de fútbol, con un césped similar al del Coloso, en donde el primer equipo puede llevar adelante sus entrenamientos.
Otro aspecto saliente del complejo es la oxigenación y los 2.500 metros de parquizado, con todo tipo de árboles.
Un verdadero pulmón natural, ideal para el descanso y la práctica de los deportes que todo primer equipo de fútbol profesional necesita.

## Complejo Polideportivo Jorge B. Griffa(ex "Bella Vista")
El Polideportivo "Bella Vista" es un espacio poblado de campos de juego para los entrenamientos de las diferentes divisiones del Club Atlético Newell's Old Boys. Ubicado en un barrio de la zona Oeste de la ciudad de Rosario, alberga a cada uno de los futbolistas en crecimiento.
Es también un espacio para el entrenamiento del primer equipo, en adición al mencionado recinto para el desarrollo de los planteles de las divisiones inferiores "leprosas".
Cuenta con grandes comodidades como ser un amplio playón de estacionamiento, vestuarios, duchas, sala de reuniones, oficina de secretaría y dependencias de utilería y consultorio médico. Entre sus últimas reformas se ha incorporado un moderno solárium en la planta alta del complejo.
Desde 2018 es denominado como Polideportivo Jorge B. Griffa.

## Complejo "Malvinas Argentinas"
Desde el año 1980 Newell's Old Boys cuenta con el Complejo "Malvinas Argentinas" en donde se desarrolla la Escuela de Fútbol Infantil del club rojinegro, dirigida por el ex futbolista Ariel Cozzoni .
Gracias a esto, los chicos que desde pequeños atesoran los sueños de llegar a ser futbolistas cuentan con un lugar acorde que les permita desarrollarse y empezar a engrosar y alimentar sus ilusiones.
El complejo, ubicado a escasas cuadras del Coloso, cuenta con 4 canchas de fútbol destinada a desarrollar a los futuros futbolistas del club. Varios han sido los nombres que tuvieron destacada labor en la primera división del club y que dieron sus primeros pasos en esas canchas. Lucas Bernardi, Leonardo Biagini, Maxi Rodríguez y Leonardo Ponzio, entre otros.

## Estadio Cubierto Claudio Newell
Aledaño al Coloso, desde su inauguración hasta el día de hoy y con el correr de los días, el Estadio Cubierto se ha ido transformando en uno de los referentes a la hora de hablar sobre un recinto cerrado para desarrollar diferentes tipos de actividades.
El 27 de septiembre de 1982 este moderno y cómodo estadio se mostró tal cual es por primera vez ante todo el público. Ya durante su primer año de vida se vistió de gala para recibir el primer gran acontecimiento deportivo. El Mundial de Volley masculino, el cual mostró el primer lleno total que registró en su historia esta instalación "leprosa".
También en aquel 1982 se llevaron a cabo las distintas disciplinas de la segunda edición de los Juegos Cruz del Sur.
En lo específico al estadio, para conocerlo un poco mejor, es bueno recordar sus confortantes instalaciones: el rectángulo de juego mide 25 metros de ancho por 44. Además posee 1.400 plateas, 16 palcos para invitados, 2 palcos vip, cuatro cabinas para transmisión, dos plataformas para la televisión y las populares pueden llegar a albergar cerca de 10 000 espectadores.
Pero también cuenta con comodidades imprescindibles para ser considerado un estadio moderno y de primer nivel como está catalogado. La circulación del público por las partes superiores, el túnel de acceso directo del vestuario al terreno de juego, las compuertas en las cabeceras para simplificar la salida de los espectadores, la sala de conferencia de prensa, los confortables vestuarios y los ingresos independientes para los deportistas son excluyentes a la hora de asegurar todo para una puesta en escena de cualquier tipo.
En el aspecto netamente deportivo, además de los mencionados anteriormente se presenciaron acontecimientos como:
- Harlem Globetrotters en 1989,2007 y 2011
- Mundial de Básquet de 1990
- Mundial de Volley juvenil de 1993
- Primera final Intercontinental de Básquet entre Olimpia de Venado Tuerto y Panathinaikos de Grecia en 1996
- La participación de Newell's Old Boys en el Torneo Nacional de Ascenso (TNA) de básquet entre 1996 y 1999
- Liga Mundial de Volley entre los años 1997 y 2002

En la mayoría de estos hechos, la gran afluencia de público fue tan importante como las facilidades que el estadio brindó en cada ocasión. Dentro de este aspecto el Mundial de Vóley de 1982 y la Liga Mundial de Vóley durante 1997 y 2001 han sido los puntos máximos por parte de la gente tiñendo de blanco y celeste el estadio cubierto.
Fuera de lo deportivo: The Ramones, Los Redonditos de Ricota, Ska-P, Holiday on ice, Circo de Moscú, Joan Manuel Serrat, Luis Miguel, Soledad Pastorutti, Chayanne, Thalia, TeenAngels, Los Nocheros, Los Piojos y La Renga, entre otros, hicieron disfrutar a los rosarinos de sus espectáculos.

## Enlaces relacionados
- Club Atlético Newell's Old Boys

## Anexos
| Contenido relacionado | Datos estadísticos y trayectoria                                       | Personalidades e historia | Cultura e infraestructura                                                                                                   |
| --- | ---------------------------------------------------------------------- | --- | --- |
| - Primera División de Argentina - Máximos campeones de Primera División - Clasificación histórica de Primera División - Medallero Copa Libertadores de América - Copa de Oro Rioplatense - Newell's Femenino - Newell's de Laguna Larga - Newell's de Ecuador | - Estadísticas del Club - Palmarés del Club - Partidos internacionales | - Isaac Newell - Historia del Club - Presidentes del Club - Futbolistas del Club - Entrenadores del Club - Eduardo López - Diego Maradona - Marcelo Bielsa - Gerardo Martino - Jorge Griffa - Maxi Rodríguez | - Estadio Marcelo Bielsa - Instalaciones del Club - Hinchada del Club - Iglesia maradoniana - Lionel Messi - Lionel Scaloni |